# Situations
Situations ist ein Song der hannoverschen Synthpop-Band Cetu Javu, der im April 1988 als zweite Single der Band und 1990 auf dem Debütalbum Southern Lands erschien. Es war einer der größten Erfolge und zudem der einzige Titel der Band, zu dem ein Musikvideo produziert worden ist. Der Titel wird als „einer der schönsten Synthpop-Songs der späten 1980er Jahre“ bezeichnet. Er wurde auf zahlreichen Dance-Music- und 1980er-Musiksamplern wieder veröffentlicht.
Der Song erschien als Mini-CD, als Single und Maxi-Single. Die Maxi-Single vertrieben ZYX Records auch in den USA und auf den Philippinen.

## CD-Produktion
Der Titel wurde im Februar 1988 im Studio M in Hannover von Jan Nemec aufgenommen und abgemischt. Produziert wurde er von Manfred Wieczorke und Cetu Javu. Wieczorke, der früher bei Eloy und Jane mitgespielt hatte, hatte im Vorjahr bereits die Debütsingle von Cetu Javu, „Help me now!“, im Studio Sorst, Hannover, gemeinsam mit Cetu Javu produziert.
Die B-Seite, „Quién Lo Sabía?“, wurde vom Sänger Javier Revilla-Diez auf Spanisch gesungen. Von diesem Song gelangte eine remixte Maxi-Version (7:10 Min.) auf das Debütalbum von 1990.
Die beiden Songs der 1988er-Publikation wurden von dem musikalischen Kopf von Cetu Javu, Chris Demere, komponiert. „Situations“ wurde für das Debütalbum in den Hansa-Tonstudios in Berlin remixed.

## Titellisten
7" Single (Deutschland, 1988, ZYX Records)
1. „Situations“ – 3:30
2. „Quién Lo Sabía?“ – 4:30

12" Single (Deutschland, 1988, ZYX Records)
1. „Situations“ – 6:20
2. „Quién Lo Sabía?“ – 7:12

CD-Single (Deutschland, 1988, ZYX Records)
1. „Situations“ – 6:20
2. „Quién Lo Sabía?“ – 6:58
3. „Situations“ – 3:30

Der Titel ist in verschiedenen Spieldauern und Mixen auf zahlreichen Samplern vertreten. Darunter sind vor allem Zusammenstellungen aus den Bereichen Dance Music, Techno und Synthie-Pop. Die Originalversion wurde zudem 2010 auf einem Sampler mit dem Namen „100 One Hit Wonders“ veröffentlicht. Der Extended mix sowie der Baunder remix des Titels befinden sich auf der brasilianischen 12" Singles Collection (2006). Auf dem ZYX-Records-Sampler „The World Of Synthi-Pop“ (LP, Comp, 1989) wurde „Situations“ erstmals gesondert und zudem als Track Nr. 1 veröffentlicht, noch ehe 1990 das Debütalbum von Cetu Javu, „Southern Lands“, erschien.